# Andrzej Iwan
Andrzej Iwan (* 10. November 1959 in Kraków, Polen; † 27. Dezember 2022 ebenda) war ein polnischer Fußballspieler.

## Karriere
Andrzej Iwan bestritt als Stürmer im Alter von 17 Jahren die ersten Spiele in der ersten polnischen Liga 1977 bei Wisła Krakau. Nationaltrainer Jacek Gmoch berief ihn zum Ende seiner ersten Saison in den Kader der polnischen Nationalmannschaft für die Fußball-Weltmeisterschaft 1978 in Argentinien. Er galt zu diesem Zeitpunkt als eines der größten Talente des europäischen Fußballs. Er spielte gleich im Eröffnungsspiel dieser WM gegen den Titelverteidiger Deutschland bei dieser WM.
Iwan fiel in den nachfolgenden Jahren durch Eskapaden außerhalb des Spielfeldes auf. Alkoholprobleme und Schlägereien in Kneipen Krakaus führten zu mehreren Ausschlüssen aus der Mannschaft seines Vereins und der Nationalmannschaft. Nach einem Wechsel zu Górnik Zabrze wurde Iwan vom Angreifer zum offensiven Mittelfeldspieler umfunktioniert. Für Polen spielte er erneut bei der Fußball-Weltmeisterschaft 1982 in Spanien. Insgesamt brachte er es auf 29 Länderspiele und schoss dabei elf Tore.
1987 wechselte in die Fußball-Bundesliga zum VfL Bochum. Hier spielte er in zwei Jahren 30 Bundesligapartien und schoss zwei Tore. Höhepunkt seiner Zeit in Bochum war das Erreichen des Endspiels im DFB-Pokal 1988. Seine Karriere beschloss er in Griechenland bei Aris Saloniki. Darüber hinaus war er Spielerberater und vermittelte polnische Fußballer an Schweizer und deutsche Vereine.
2012 gab er unter dem Titel „Im Abseits“ (Spalony) seine Autobiografie heraus, in der er seinem Alkoholismus viel Raum widmet.
Sein Sohn Bartosz Iwan ist auch Fußballspieler und spielt derzeit für GKS Katowice in der 2. polnischen Liga.

## Erfolge
- Polnischer Meister (1978, 1986, 1987, 1988)
- WM-Teilnahme (1978, 1982)
- WM-Dritter (1982)
- U-18-WM-Dritter (1978)
- Polens Fußballer des Jahres (1987)